# 佐藤愛
佐藤 愛（さとう あい、1984年4月10日 - ）は、宮城県出身の元女子サッカー選手。ポジションはディフェンダー。

## 来歴
兄がサッカーをやっていたことをきっかけに、小学4年生から地元のスポーツ少年団で始めた。
常盤木学園高校に所属していた2002年7月、カナダで行われる2002 FIFA U-19女子世界選手権に臨むU-19日本代表に選出された。
高校卒業後は伊賀FCくノ一で12年間プレー、リーグ戦96試合に出場、3得点をあげた。2014年の終わりに引退した。
引退後は、不動産会社で4年間の勤務を経て、一般社団法人TREの一員として子供から大人までを対象にサッカーの指導をしている。

## 代表歴
- U-19日本代表
  - 2002 FIFA U-19女子世界選手権; ベスト8